# Eric Murray (wioślarz)
Eric Murray (ur. 6 maja 1982 w Hastings) – nowozelandzki wioślarz, mistrz olimpijski, siedmiokrotny mistrz świata, reprezentant Nowej Zelandii w wioślarskiej czwórce bez sternika podczas Letnich Igrzysk Olimpijskich w Pekinie, dwójce bez sternika podczas Letnich Igrzysk Olimpijskich w Londynie oraz w dwójce bez sternika podczas Letnich Igrzysk Olimpijskich w Rio de Janeiro.
Złoty medalista z Hamishem Bondem w dwójce bez sternika podczas igrzysk olimpijskich w 2012 roku w Londynie oraz igrzysk w 2016 roku w Rio de Janeiro.

## Osiągnięcia
| Rok  | Impreza              | Miejsce             | Konkurencja           | Lokata     |
| ---- | -------------------- | ------------------- | --------------------- | ---------- |
| 2003 | Mistrzostwa świata   | Mediolan            | czwórka ze sternikiem | 5. miejsce |
| 2004 | Igrzyska olimpijskie | Ateny               | czwórka bez sternika  | 5. miejsce |
| 2005 | Mistrzostwa świata   | Gifu                | czwórka bez sternika  | 6. miejsce |
| 2006 | Mistrzostwa świata   | Eton                | czwórka bez sternika  | 9. miejsce |
| 2007 | Mistrzostwa świata   | Monachium           | czwórka bez sternika  | 1. miejsce |
| 2008 | Igrzyska olimpijskie | Pekin               | czwórka bez sternika  | 7. miejsce |
| 2009 | Mistrzostwa świata   | Poznań              | dwójka bez sternika   | 1. miejsce |
| 2010 | Mistrzostwa świata   | Hamilton            | dwójka bez sternika   | 1. miejsce |
| 2011 | Mistrzostwa świata   | Bled                | dwójka bez sternika   | 1. miejsce |
| 2012 | Igrzyska olimpijskie | Londyn              | dwójka bez sternika   | 1. miejsce |
| 2013 | Mistrzostwa świata   | Chungju             | dwójka bez sternika   | 1. miejsce |
| 2014 | Mistrzostwa świata   | Amsterdam           | dwójka bez sternika   | 1. miejsce |
| 2014 | Mistrzostwa świata   | Amsterdam           | dwójka ze sternikiem  | 1. miejsce |
| 2015 | Mistrzostwa świata   | Aiguebelette-le-Lac | dwójka bez sternika   | 1. miejsce |